# Jogos do Sudeste Asiático de 2013
Os Jogos do Sudeste Asiático de 2013 foram a 27ª edição do evento multiesportivo, realizados em Nepiedó, em Mianmar entre 11 e 22 de dezembro.
Originalmente esta edição seria em Singapura. Mas, em dezembro de 2009, devido a atrasos nas obras no novo Hub de Esportes, o país renunciou o direito de sediar o evento. Isso foi confirmado em 7 de dezembro, quando um novo processo de escolha foi aberto e os candidatos eram Myanmar, Filipinas e Vietnã.
No dia 31 de maio de 2010, durante o Congresso do Conselho dos Jogos do Sudeste Asiático, em Jacarta, na Indonésia, Nepiedó foi escolhida por unanimidade como a sede do evento.
No dia 7 de junho o Conselho Olímpico da Ásia aprovou a escolha do país e ratificou o país como a sede do evento, divulgando a notícia por meio de seu site oficial.
Esta será a terceira vez que o país foi sede do evento, as duas vezes anteriores foram em 1961 e em 1969, em Rangum.